# Michael Gorman
Michael Gorman (* 30. März 1965) ist ein US-amerikanischer Philosoph.

## Leben
Er erwarb 1987 an am St. Michael’s College der University of Toronto den B.A. (Christianity and Culture), 1989 an der Catholic University of America den Ph.L. in Philosophie (The Psychological Way to Transcendental Reduction in the Philosophy of Edmund Husserl), 1993 an der State University of New York at Buffalo den Ph.D. in Philosophie (Ontological Priority) und 1997 am Boston College den Ph.D. in Theologie (The Hypostatic Union according to Thomas Aquinas). Er lehrt Philosophie an der Catholic University of America (Ordinary Professor seit 2017, Associate Professor 2006–2017, Assistant Professor 1999–2006).

## Schriften (Auswahl)
- mit Jonathan J. Sanford (Hg.): Categories. Historical and systematic essays. Washington, DC 2004, ISBN 0-8132-1377-0.
- Aquinas on the metaphysics of the hypostatic union. Cambridge 2017, ISBN 978-1-107-15532-9.